# Bèta-sitosterol
β-sitosterol is een plantensterol dat van de plantensterolen het meest wordt toegepast in de voedingsmiddelenindustrie. De chemische structuur lijkt veel op die van cholesterol. Het is een witte, wasachtige stof, die veel voorkomt in planten. Veel groente en fruit bevatten deze stof zij het in lage concentraties. Hogere concentraties komen voor in onder andere Serenoa repens, courgettezaden, Pygeum africanum, in de wand van ongepelde rijstkorrels, tarwekiemen, maïs- en sojaolie.
β-sitosterol verlaagt net zoals verschillende andere plantensterolen het LDL-cholesterolgehalte in het bloed. In Europa wordt het ook als geneesmiddel tegen benigne prostaathyperplasie (BPH) gebruikt.